# Четырёхлетний план
Четырёхлетний план (нем. Vierjahresplan) — серия экономических мер, предпринятых Адольфом Гитлером вскоре после прихода к власти.
Начал разрабатываться с апреля — мая 1936 года внутри аппарата министра-президента Пруссии Германа Геринга и был официально провозглашён на съезде НСДАП 1936 года в Нюрнберге. План был связан с проектом создания автаркической экономики и модернизацией немецкой военной промышленности. 18 октября того же года Г. Геринг был официально назначен уполномоченным по четырёхлетнему плану, и при нём было создано специальное Управление по четырёхлетнему плану, вобравшее в себя значительное число чиновников правительства Пруссии, работавших над ним до этого. В 1940 году Четырёхлетний план был продлён ещё на 4 года.
Основная цель плана состояла в том, чтобы обеспечить перевооружение Германии и подготовить страну к самодостаточности за четыре года, с 1936 по 1940 год. Помимо акцента на восстановлении военной обороны страны, вопреки ограничениям, наложенным на Германию Версальским договором, план был направлен на сокращение безработицы; увеличение  производства синтетического волокна, осуществление проектов общественных работ под руководством Фрица Тодта, увеличение производства автомобилей, начало многочисленные строительных и архитектурных проектов и развитие системы автобанов.